# Mota de Altarejos
Mota de Altarejos – gmina w Hiszpanii, w prowincji Cuenca, w Kastylii-La Mancha, o powierzchni 16,95 km². W 2011 roku gmina liczyła 39 mieszkańców.